# Fukumoto Riko
Fukumoto Riko (を編 集中) (ngày 25 tháng 11 năm 2000-) là một nữ diễn viên Nhật Bản.
Cô sinh ra ở tỉnh Osaka. Cô hoạt động dưới sự quản lí của TOHO ENTERTAINMENT. Cô đoạt giải Quán quân Grand Prix của"Toho Cinderella"lần thứ 8 .

## Sự nghiệp
Tại buổi sơ tuyển"Toho Cinderella"lần thứ 8 được tổ chức vào năm 2016, cô đã giành được giải thưởng Grand Prix và giải thưởng Shueisha (Giải thưởng Seventeen)  và xuất hiện lần đầu trong làng giải trí với"NIJIIRO JEAN"(Kansai TV) vào tháng 1/2017 .
Vào ngày 12 tháng 4 năm 2018, cô ra mắt với vai trò ca sĩ trong thể hiện ca khúc "Cô gái trên bầu trời" (Soujo wa Ano Sora wo Wataru 少女はあの空を渡る) cho phim anime"Hisone to Maso-tan"(TOKYO MX) . Cô ra mắt trên màn hình  với"Nomitori Samurai"được phát hành vào ngày 18 tháng 5 cùng năm. Cô ra mắt trong vở nhạc kịch"Dịch vụ giao hàng của Kiki"được công diễn vào tháng 6 cùng năm .
Theo hồ sơ chính thức vào tháng 3 năm 2020, cô hiện đang là sinh viên năm nhất .

## Diễn viên

### Chương trình truyền hình
- Khóa học NHK"Nguyên tắc cơ bản"(ngày 12 tháng 4 năm 2017 -, NHK E-tele) -Physics Rico [1][7]

### Phim truyền hình dài tập
- The Confidence Man JP Tập 8 (ngày 28 tháng 5 năm 2018, Fuji TV)
- I Give My First Love to You (19 tháng 1 năm 2019 đến 2 tháng 3 năm 2019 TV Asahi) -Satomi Nomura
- Trap the Con Man Tập 7 / Tập 8 (ngày 14 tháng 11, ngày 21 tháng 11 năm 2019, Yomiuri TV) -Kanon Ezawa / Mirai
- Thằn lằn đen -BLACK LIZARD- (ngày 29 tháng 12 năm 2019, NHK BS Premium) -Sanae Iwase / Yoko (2 vai trò)
- Papa fell in love again (1 tháng 2 năm 2020 - 21 tháng 3, Tokai TV) - Yamashita Tomo [8]
- Eizoken ni wa Te o Dasu na! (Ngày 6 tháng 4 đến ngày 11 tháng 5 năm 2020, MBS) -Kyu Ashima [9]
- Daken Dōchū Okagemairi (6 tháng 6 đến 11 tháng 7 năm 2020, WOWOW)-Suzu

### Phim điện ảnh
- Nomitori Samurai (ngày 18 tháng 5 năm 2018) - Omitsu[5]
- Sensei Kunshu (ngày 1 tháng 8 năm 2018) -Natsuho [10]
- Shijinso no Satsujin (ngày 13 tháng 12 năm 2019) -Reika Hoshikawa [11]
- Trò chơi cút bắt (sẽ được phát hành vào ngày 14 tháng 8 năm 2020) - trong vai Yuna Ichihara [12][13]
- Eizoken ni wa Te o Dasu na! (Dự kiến phát hành vào ngày 25 tháng 9 năm 2020) -Kyu Ashima [9][14]
- Happy Muscat (sẽ được phát hành vào năm 2021) -Haruna Soma [15]

### Sân khấu
- Nhạc kịch"Dịch vụ giao hàng của Kiki"(15-24 tháng 6 năm 2018, Nhà hát quốc gia mới / 4/5 tháng 7, Mielparque Hall) - vai Kiki [6][16]
- Bộ phim ca nhạc"Đêm giông bão"(ngày 3-5 tháng 8 năm 2019, Nhà hát Nissei) -vai May [17]

#### Trình diễn bị hủy
- Archimedes War (30 tháng 6 năm 2020 - 16 tháng 7 năm 2020, Nhà hát Crie / buổi biểu diễn quốc gia vào tháng 7) -Kyoko Ozaki [18]

### Phim hoạt hình
- Hisone to Maso-tan Tập 8- (ngày 1 tháng 6 năm 2018 -, TOKYO MX / BS Fuji) [19]

### Đài phát thanh
- Joetsu Shinkansen (ngày 26 tháng 1 năm 2019, NHK-FM) -Sayumi

### CM
- CM thương hiệu Daikyo (2017-2019) 
  - "Sumai mo Nagaiki Suru kuni e"(25 tháng 4 năm 2017- (Phiên bản đặc biệt) / 1 tháng 5 -) [20]
  - "Te o Tsunagu toki"(ngày 25 tháng 7 năm 2018 -) [21]
- Sakai Moving Service Co., Ltd. (ngày 1 tháng 11 năm 2018 -) [22]

### MV
- Ame no Parade"MARCH"(ngày 7 tháng 3 năm 2018 -)

## Sách

### Tạp chí
- Seventeen (số tháng 4 năm 2017 -, Shueisha) [3]

### Album ảnh
- Hajimete no Koibito (ngày 25 tháng 11 năm 2017, Gambit) ISBN 974-4907462321 [23]

## Tác phẩm

### Đĩa đơn
|                    | Ngày phát hành           | Tiêu đề                    | Mã số sản phẩm tiêu chuẩn | Mã số sản phẩm tiêu chuẩn | Oricon Thứ hạng cao nhất |
| Phiên bản giới hạn | Ngày phát hành           | Tiêu đề                    | Phiên bản thường          |                           | Oricon Thứ hạng cao nhất |
| ------------------ | ------------------------ | -------------------------- | ------------------------- | ------------------------- | ------------------------ |
| 1                  | Ngày 30 tháng 5 năm 2018 | Shōjo wa Ano Sora o Wataru | 1000714350                | 1000714351                | Hạng 57                  |

### Bài hát kết hợp
| Bài hát                    | Kết hợp                                                            | Mùa  |
| -------------------------- | ------------------------------------------------------------------ | ---- |
| Shōjo wa Ano Sora o Wataru | Anime truyền hình"Hisone to Maso-tan"Tập 2 - Tập 7 mở đầu          | 2018 |
| Shōjo wa Ano Sora o Wataru | Anime truyền hình ` ` Hisone to Maso-tan '' tập 8-11 chủ đề mở đầu | 2018 |